# Mezőn széllel járók
A Mezőn széllel járók  a Misztrál együttes harmadik lemeze. 2004-ben jelent meg.

## Számok
1. Balassi Bálint: Óh, én édes hazám … 4:12
2. Tinódi Lantos Sebestyén: Ti magyarok már Istent imádgyátok .. 7:09
3. Balassi Bálint: Vitézek, mi lehet .. 4:46
4. Balassi Bálint: Siralmas nékem idegen földen .. 2:17
5. Balassi Bálint: Ímé, az pelikán az ő fiaiért .. 2:24
6. Balassi Bálint: Az Szentháromságnak harmadik személye 3:04
7. Balassi Bálint: Ez világ sem kell már nékem .. 2:25
8. Balassi Bálint: Csókolván ez minap az én szép szeretőmet 2:36
9. Balassi Bálint: Az Zsuzsánna egy szép német leán .. 3:48
10. Balassi Bálint: Szabadsága vagyon már én szegény fejemnek .. 2:42
11. Balassi Bálint: Bocsásd meg, Úr Isten .. 1:50
12. Bornemisza Péter: Siralmas énnéköm .. 2:04
13. Balassi Bálint: Óh, nagy kerek kék ég ..  4:28
14. Sárközi Máté: Sok szép hadak majd indulnak .. 5:06
15. Balassi Bálint: Adj már csendességet .. 5:17